# Estremoz
Estremoz ((ɨ)ʃtɾɨ.moʃ) è un comune portoghese di 13.944 abitanti situato nel distretto di Évora, all'altitudine di 425 metri s.l.m. nell'Alto Alentejo sulla strada diretta fra Lisbona e Madrid a 166 km da Lisbona.

## Storia
Come dimostrano i numerosi dolmen e menhir, la zona fu sede di insediamenti umani già nel neolitico. Fece parte del territorio dei Lusitani, che ebbero contatti con i Cartaginesi della colonizzazione punica sulle coste, ai quali fornirono mercenari durante le guerre puniche contro i Romani, guidati dal loro capo Viriato, si opposero duramente tra il 147 e il 139 a.C. all'occupazione romana.
In età romana si sviluppò come centro legato alle cave del marmo di Estremoz, impiegato come marmo bianco localmente (per esempio nel tempio detto di Diana a Évora, di epoca augustea).
A partire dal 416 la zona fu occupata dai Visigoti e dal 714 dagli Arabi. Nel 1165 i cristiani conquistarono Évora ed Estremoz, guidati da Geraldo Geraldes (meglio noto come Geraldo sem Pavor, lett. Geraldo senza paura), figura semileggendaria della Reconquista portoghese. Estremoz tuttavia fu ripresa dai musulmani e venne definitivamente riconquistata solo nel XIII secolo dal re di Portogallo Sancho II (1209-1248).
Nel 1258 il re Afonso III (1210-1279), a difesa dai Castigliani costruì castelli a Estremoz, Évora Monte e Veiros e diede il foral, cioè i diritti feudali ad Estremoz. Incominciò allora l'importanza della città nelle lotte fra Portogallo e Castiglia.
Il generale portoghese Nuno Álvares Pereira (1360-1431) stabilì a Estremoz il suo quartier generale e sconfisse i Castigliani nella battaglia di Ateiros. Nel castello visse il re Dionigi I (1261-1325), fondatore dell'università di Coimbra, che vi fece costruire un palazzo reale all'interno; la moglie Isabella d'Aragona (1271-1336), si interpose qui fra gli eserciti di Alfonso VII di Castiglia e del figlio Alfonso IV del Portogallo (1251-1357) per evitare la guerra.
Divenuta residenza reale, Estremoz acquistò importanza e vi soggiornarono diversi re del Portogallo: nel convento dei francescani vi morì nel 1367 il re Pietro I e secondo la tradizione prima di partire per l'India Vasco da Gama vi ricevette dalle mani del re Manuele (1469-1561) lo stendardo reale e i doni per il re di Calcutta. 
Nel 1559 presso Estremoz si svolse una battaglia fra Portoghesi e Spagnoli e durante la guerra di restaurazione (1640-1668) da Estremoz si mossero le truppe portoghesi per le battaglie decisive contro gli Spagnoli (battaglia di Ameixial (1663) e battaglia di Montes Claros (1665)).

## Società

### Evoluzione demografica
| Popolazione di Estremoz (1801 – 2004) | Popolazione di Estremoz (1801 – 2004) | Popolazione di Estremoz (1801 – 2004) | Popolazione di Estremoz (1801 – 2004) | Popolazione di Estremoz (1801 – 2004) | Popolazione di Estremoz (1801 – 2004) | Popolazione di Estremoz (1801 – 2004) | Popolazione di Estremoz (1801 – 2004) | Popolazione di Estremoz (1801 – 2004) |
| ------------------------------------- | ------------------------------------- | ------------------------------------- | ------------------------------------- | ------------------------------------- | ------------------------------------- | ------------------------------------- | ------------------------------------- | ------------------------------------- |
| 1801                                  | 1849                                  | 1900                                  | 1930                                  | 1960                                  | 1981                                  | 1991                                  | 2001                                  | 2004                                  |
| 10722                                 | 8504                                  | 16238                                 | 20550                                 | 23201                                 | 18073                                 | 15461                                 | 15672                                 | 15064                                 |

## Monumenti e luoghi d'interesse
La città è composta da due parti: una in alto (Cidade alta) entro la cinta muraria, con le bianche antiche case dei secoli XIV-XVI e una in basso (Cidade baixa) con i bastioni delle fortificazioni del XVII secolo.

## Economia
Si trova al centro di una zona ricca di cave di granito e di marmo bianco e di diversi colori, già sfruttate dai Romani. Le cave forniscono l'85% del marmo esportato dal Portogallo, secondo paese esportatore nel mondo dopo l'Italia. Particolarmente pregiata la qualità rosa detta "Rosa aurora" od anche "Rosa Estremoz".
È un importante nodo stradale e basa la sua economia sull'agricoltura e sull'artigianato, in particolare quello tradizionale delle terrecotte dipinte. Ha un ricco mercato agricolo ogni sabato nella grande spianata del Rossio Marques de Pombal.

## Geografia antropica

### Frazioni
Il comune comprende le seguenti frazioni (freguesias):
- Arcos
- Évora Monte
- Glória
- Santa Maria
- Santa Vitória do Ameixial
- Santo André
- Santo Estêvão
- São Bento de Ana Loura
- São Bento do Ameixial
- São Bento do Cortiço
- São Domingos de Ana Loura
- São Lourenço de Mamporcão
- Veiros